# لورن اشمترلینگ
لورن اشمترلینگ (انگلیسی: Lauren Schmetterling؛ زادهٔ ۳ آگوست ۱۹۸۸) قایقران روئینگ اهل ایالات متحده آمریکا است.
وی در مسابقات کشوری و بین‌المللی در مجموع برندهٔ ۴ مدال طلا شده‌است.